# Bourne End (Hertfordshire)
Bourne End – wieś w Anglii, w hrabstwie Hertfordshire, w dystrykcie Dacorum. Leży 32 km na zachód od miasta Hertford i 38 km na północny zachód od centrum Londynu.